# Gian Giacomo Morando
Gian Giacomo Morando de Rizzoni, Morando de Rizzoni Bolognini Attendolo Sforza dal 1899 (Brescia, 30 dicembre 1855 – Vedano al Lambro, 22 ottobre 1919) è stato un politico italiano.

## Biografia
Ultimo discendente della famiglia Morando de Rizzoni, è stato un proprietario terriero, avvocato e appassionato collezionista d’arte. Sindaco di Lograto per 13 anni, deputato per cinque legislature, viene nominato senatore e non convalidato per la scomparsa intervenuta pochi giorni dopo.